# Zwarte Adelaars
De Zwarte Adelaars (Albanees: Shqiponjat e Zeza) waren een Albanese paramilitaire eenheid die gedurende de Kosovo-oorlog voor de Albanese onafhankelijkheid vochten van de toenmalige Servische provincie Kosovo in Joegoslavië. De eenheid is tevens verantwoordelijk voor gruweldaden tegen de Servische en Roma bevolking.
Zij waren hoofdzakelijk actief in de regio Pejë. Gezien de flinke afname van Serviërs in het district gedurende de oorlog heeft deze subgroepering van het UÇK flink huisgehouden. Zo waren ze onder meer verantwoordelijk voor vernielingen op het Patriarchaatsklooster Peć en intimidatie van de orthodoxe priesters.
De commandant van deze groep was Ramush Haradinaj. Na de oorlog werd Haradinaj veelvuldig beschuldigd van oorlogmisdaden door de Servische autoriteiten en er volgden in de loop der jaren vele onderzoeken naar Haradinaj. Hij werd diverse keren opgepakt maar kwam ook weer op vrije voeten. In juni 2017 keerde Haradinaj terug in het openbaar door met zijn partij deel te nemen aan de parlementsverkiezingen. Na een overwinning in deze stembusslag werd hij in september 2017 benoemd tot premier van Kosovo. In juli 2019 kondigde hij zijn aftreden aan, omdat het Kosovo-tribunaal hem als verdachte beschouwt betreffende de oorlog in Kosovo in 1998-1999. Hij bleef evenwel in functie tot hij in maart 2020 werd opgevolgd door Albin Kurti.
1. ↑  https://www.icty.org/x/cases/haradinaj/cis/en/cis_haradinaj_al_en.pdf